# Ammoniumpikrat
Ammoniumpikrat ist das Ammoniumsalz der Pikrinsäure. Es wurde unter anderem im Zweiten Weltkrieg als militärischer Sprengstoff für Sprengladungen benutzt. Ein Trivialname ist „Explosive-D“.

## Herstellung
Man gewinnt Ammoniumpikrat durch Sättigen einer wässrigen Lösung der Pikrinsäure mit Ammoniak. Das Produkt ist rot, bei Lagerung unter Anwesenheit von Wasserdampf geht Ammoniumpikrat in die stabilere gelbe Form über.

## Eigenschaften
- Bildungsenthalpie: 389 kJ/mol (1581 kJ/kg)
- Bildungsenergie: −1495 kJ/kg
- Sauerstoffbilanz: −52,0 %[3]
- Stickstoffgehalt: 22,77 %[3]
- Normalgasvolumen: 999 l/kg[3]
- Explosionswärme: 2954 kJ/kg
- Detonationsgeschwindigkeit: 7150 m/s[3]
- Verpuffungspunkt: 320 °C[3]
- Bleiblockausbauchung: 280 cm3/10 g[3]
- Schlagempfindlichkeit: bis 20 Nm keine Reaktion[3]

## Sicherheit
Die Verbindung ist in der Liste der explosionsgefährlichen Stoffe gemäß §2 Abs. 6 Satz 2 des Sprengstoffgesetzes (Altstoffliste) aufgeführt.